# 세부 도교 사원

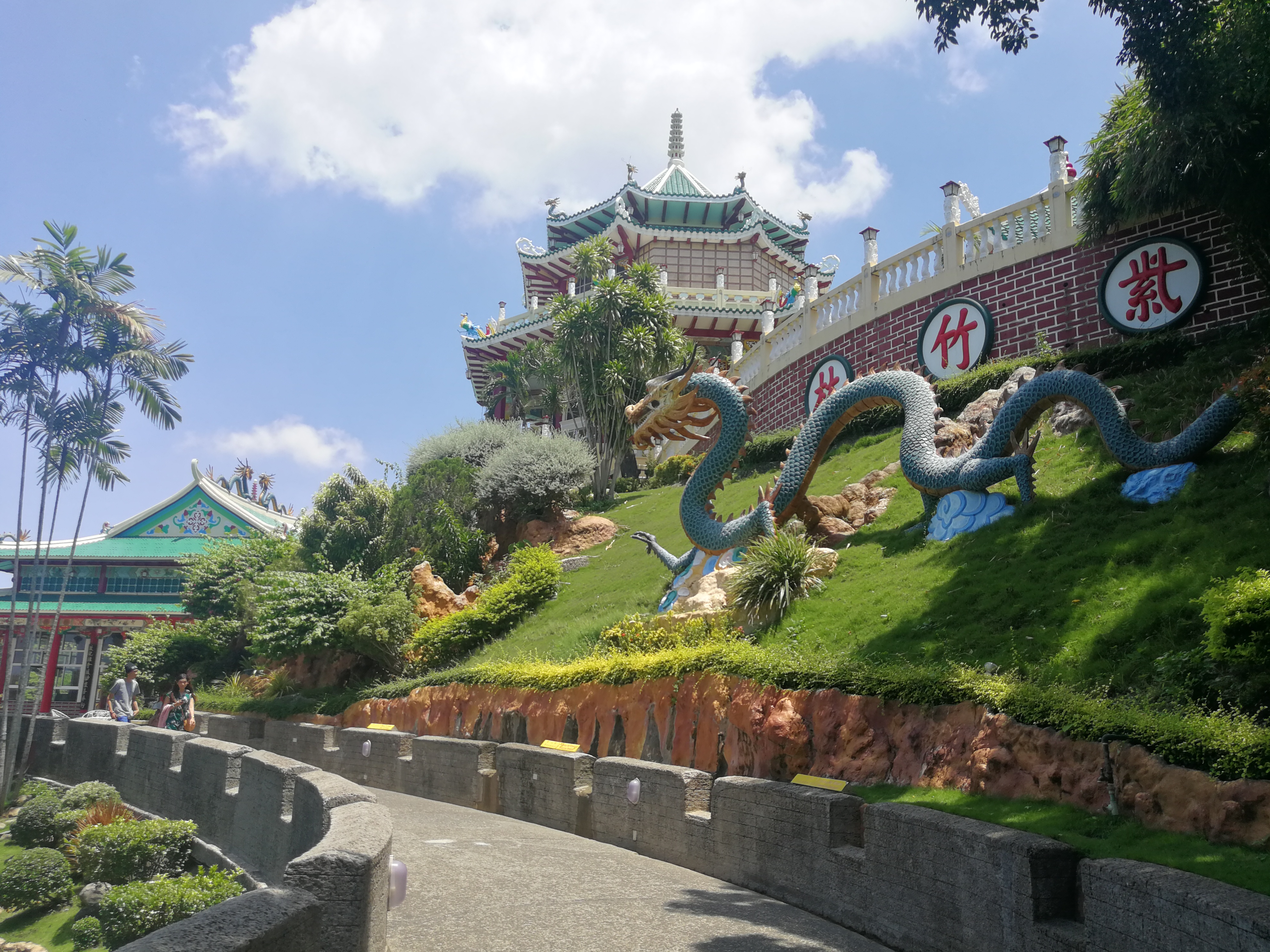

도교 사원(Cebu Taoist Temple, 중국어: 宿霧定光寶殿)은 필리핀 세부시의 베버리 힐즈의 중앙에 세워진 큰 도교 사원이다. 중국사원이라고도 한다. 중국의 철학자 노자의 가르침을 전하는 사원으로 매주 수요일, 토요일은 예식이 행하여져 신자들로 붐빈다. 빨강, 파랑, 노랑 등의 원색적으로 칠한 동양풍의 건물이 언덕의 푸르름과 조화를 이루어 마치 한폭의 그림같다. 야간에는 색색의 전구가 밤하늘을 비춰, 한층 그 아름다움을 더하고 있다.